# Дворец гимнастики Ирины Винер
Дворец Ирины Винер — спортивный объект в Москве на территории олимпийского комплекса «Лужники». Разработка проекта началась в 2016 году, строительство началось в мае 2017 года. Открытие комплекса состоялось 18 июня 2019 года. Инвестором строительства выступил миллиардер Алишер Усманов, спортивный комплекс получил имя его супруги — тренера по художественной гимнастике Ирины Винер-Усмановой.

## Проект здания
Руководителем авторского коллектива проектировщиков выступил главный архитектор Москвы Сергей Кузнецов. Проект предусматривает возведение здания площадью 23,5 тысячи м² с 5 надземными и 1 подземным этажом и остеклённым фасадом высотой 25—26 метров. Запроектирована крыша сложной геометрии, схожая по форме с развевающейся гимнастической лентой, оборудованная системами водоотведения и молниеотвода. Основную часть здания займёт арена размером 54×36 метров с трансформируемыми трибунами на 958 зрителей и стационарными на 2954 человека. В конфигурации для тренировочных занятий арена вместит до 150 человек, в режиме соревнований — 250 спортсменов и почти 4000 зрителей, при установке сборно-разборной сцены во время проведения культурно-массовых мероприятий — до 2500 посетителей.
Также на первом этаже предусмотрены 3 тренировочных зала, раздевалки для спортсменов, тренерские и судейские комнаты, сауны, столовая и буфет; на 2-м — зона для зрителей с буфетом, 2 хореографических зала, тренажёрный зал и медико-восстановительный центр; 3-й этаж займут пресс-центр с залом на 150 человек, комментаторские, пресс-бар и мастерские; с 4 этажа будет организован вход в ложу для особо важных гостей на 80 человек. Также в комплексе предусмотрена 5-этажная мини-гостиница для спортсменов, рассчитанная на проживание до 113 человек в 39 номерах.

## Открытие
18 июня 2019 года состоялось открытие спортивного комплекса мэром Москвы С. Собяниным.

## Награды
- Победитель конкурса «BIM технологии 2016» в номинации «Лучший BIM-проект. Спортивные объекты» в 2016 году[11].
- Победитель Премии Архсовета и Архитектурной премии Москвы 2017—2018[11] и победитель в номинации «Лучшее архитектурно-градостроительное решение объекта спортивно-зрелищного назначения» в 2020 году[12].
- Гран-при конкурса «AlumForum. Алюминий в архитектуре 2019» за лучший реализованный проект с применением алюминия[11].
- Лауреат Национальной спортивной премии Министерства спорта РФ в номинации «Спортивный объект России» по итогам 2019 года[13].
- Лауреат Национальной независимой Премии в области спортивного бизнеса и эффективного управления спортивными проектами BISPO AWARDS в номинации «Лучший проект по строительству и реконструкции спортивных объектов» в 2019 году[14].
- Лауреат премии MIPIM Awards[англ.] в номинации «Лучший спортивный и культурный объект» в 2020 году[15].

## Крупные мероприятия
- Чемпионат Европы по скалолазанию 2020
- Чемпионат Мира и Чемпионат Европы 2023 по художественной гимнастике среди юниоров[16]
- Чемпионат и первенство России по брейкингу 2025
- Ежегодная «Премия РБ»[17]